# Home Garden (Kalifornija)
Home Garden je naseljeno područje za statističke svrhe u američkoj saveznoj državi Kalifornija. Prema popisu stanovništva iz 2010. u njemu je živjelo 1.761 stanovnika.